# Liste der Klavierkompositionen von Anton Bruckner
Anton Bruckner komponierte etwa fünfzig kleine Klavierwerke, das früheste 1850, das letzte 1868.

## Werke für Klavier zu zwei Händen
Sieben Werke sind in Band XII/2 von Bruckners Gesamtausgabe.
Diese Werke entstanden vor allem für seine Klavierschüler während seines Aufenthalts im Stift Sankt Florian (1845–1855) und in Linz (1855–1868).
- Vier Lancier-Quadrille,  WAB 120, in C-Dur, zusammengestellt in ca. 1850 aus Melodien aus Albert Lortzings Der Wildschütz und Zar und Zimmermann, und Gaetano Donizettis La fille du régiment,[3] als Übung für seine Klavierschülerin Aloisia Bogner:[4] Gesamtausgabe, Band XII/2, Nr. 1[5][6]
- Steiermärker, WAB 122, ein 32-Takt langes Stück in G-Dur, komponiert auch in ca. 1850 für Aloisia Bogner:[4] Gesamtausgabe, Band XII/2, Nr. 2[5] Es ist eine Art stilisierter Ländler in A-B-C-A Form.[6]
- Klavierstück, WAB 119, ein 18 Takte langes Klavierstück in Es-Dur, komponiert in ca. 1856 für Unterrichtszwecke: Gesamtausgabe, Band XII/2, Nr. 3[5][7][8]
- Sonatensatz, WAB 243,[9] ein 194 Takte langer erster Satz einer Sonate in g-Moll, gefunden auf S. 157–164 des Kitzler-Studienbuchs: Gesamtausgabe, Band XII/2, Nr. 7 (Nachtrag). Die teilweise fehlende Partitur für die linke Hand wurde von Walburga Litschauer ergänzt.[10][11]
- Stille Betrachtung an einem Herbstabend WAB 123, ein 58-Takt langes Stück in fis-Moll. Eine Paraphrase von Felix Mendelssohn Bartholdys Lied ohne Worte opus 30, Nr. 6, das Bruckner am 10. Oktober 1863 für Emma Thanner komponierte: Gesamtausgabe', Band XII/2, Nr. 4[7][12]
- Fantasie, WAB 118, eine 119 Takte lange, zweistimmige Fantasie in G-Dur, komponiert am 10. September 1868 für Alexandrine Soika: Gesamtausgabe, Band XII/2, Nr. 5[7][10]
- Erinnerung, WAB 117, ein 52-Takt langes Stück in As-Dur, komponiert in ca. 1868: Gesamtausgabe, Band XII/2, Nr. 6[10][13]

### Klavierwerke, die während Kitzlers Unterricht entstanden
Etwa fünfzig weitere Klavierwerke, die Bruckner 1862 während des Unterrichts bei Otto Kitzler schrieb, finden sich im Kitzler-Studienbuch:
Eine nicht erschöpfende Liste:
- Walzer in Es-Dur, WAB 224/1 (S. 25)[17]
- Walzer in C-Dur, WAB 224/2 (S. 26)[18]
- Vier Polkas in C-Dur, WAB 221 (S. 27–28)
- Galopp in C-Dur, WAB add 239 (S. 29)[19]
- Mazurka in a-Moll, WAB 218 (S. 29)[20]
- Menuett in C-Dur, WAB 219 (S. 30)[21]
- Unbenannte Übung in C-Dur (S. 30)
- Zwei musikalische Perioden in C-Dur (S. 31)
- Menuett und Trio in G-Dur, WAB 220 (S. 35)[22]
- Marsch in C-Dur, WAB 217/1 (S. 36)[23]
- Marsch in d-Moll, WAB 217/2 (S. 37)[23]
- Duo in a-Moll, WAB 213 (S. 39)[24]
- Marsch in F-Dur, WAB 217/3 (S. 41)[23]
- Andante für Klavier in Es-Dur, WAB 211/1 (S. 49)[25]
- Andante für Klavier in d-Moll, WAB 211/2 (S. 50–51)[26]
- Etüde in G-Dur, WAB 214 (S. 77–78)[27]
- Chromatische Etüde in F-Dur, WAB 212 (S. 79–80)[28]
- Five Variationen über ein Thema, WAB 223
  - Thema und Variationen in G-Dur (S. 81)
  - Thema und Variationen in A-Dur (S. 82–83)
  - Thema und Variationen in A-Dur (S. 84; auch S. 86)
  - Thema und Variationen in G-Dur (S. 84–85)
  - Thema und Variationen in G-Dur (S. 87–90)[29]
- Thema in F-Dur (S. 90)
- Sieben Rondos, WAB 222[30]
  - Rondo in G-Dur (S. 105–108)
  - Rondo in c-Moll (S. 109–111)
  - Rondo in d-Moll (S. 112–115)
  - Rondo in F-Dur (S. 116–121)
  - Rondo in G-Dur (S. 122–125)
  - Rondo in e-Moll (S. 126–129)
  - Rondo in Es-Dur (S. 130–134)
- Fünf Sonatenentwürfe, WAB add 242 (S. 140–156)[31]
- Four Fantasien[32]
  - Fantasie in d-Moll (S. 213–214)
  - Fantasie in c-Moll (S. 215–216)
  - Fantasie in Es-Dur (S. 216–217)
  - Fantasie in F-Dur (S. 217–218)
- Five Klavierstücke, WAB 216 (S. 225–227)[33]

## Werke für Klavier zu vier Händen
- Drei kleine Stücke, WAB 124, drei leichte Stücke (G-Dur, G-Dur und F-Dur), komponiert 1853, 1854 und 1855 für die Kinder von Josef Marböck, zum Geburtstag deren Vaters: Gesamtausgabe, Band XII/3, Nr. 1[10]
- Quadrille, WAB 121, komponiert in ca. 1854 für Marie Ruckensteiner, Gesamtausgabe, Band XII/3, Nr. 2.[34] Es besteht aus sechs Stücken: „Pantalon“ (A-Dur), „Été“ (D-Dur), „Poule“ (A-Dur), „Trénis“ (F-Dur), „Pastourelle“ (d-Moll) und „Finale“ (E-Dur). Eine Strauss’sche Orchestrierung des Stücks von Wolfgang Dörner (* 1959) wurde im Rahmen des Neujahrskonzerts 2024 von Christian Thielemann aufgeführt.[35][36]

## Diskografie (Auswahl)
Es gibt ca. 10 Aufnahmen von Erinnerung, WAB 117. Die anderen Klavierkompositionen sind viel weniger aufgenommen.
Siedben Einspielungen sind Bruckners Klavierwerken gewidmet:
- Wolfgang Brunner und Michael Schopper, Anton Bruckner – Klavierwerke – CD: CPO 999 256–2, 1996 (Klavierwerke der Band XII/2 und Band XII/3)
- Fumiko Shiraga, Anton Bruckner – Klavierwerke – CD: Bis-CD-1297, 2001 (die Werke der Band XII/2)
- Ana-Marija Markovina und Rudolf Meister, Anton Bruckner (1824 - 1896), Klavierwerke – Hänssler Classic, HC17054, 2018 (Klavierwerke der Band XII/2 und Band XII/3, sowie 13 Klavierwerke aus dem Kitzler-Studienbuch)
- Francesco Pasqualotto, Bruckner Complete Piano Music – CD Brilliant Classics 95619, 2019 (die Werke der Band XII/2, sowie 21 Klavierwerke aus dem Kitzler-Studienbuch)
- Todor Petrov, Bruckner - L'œuvre pour piano seul - CD Forgotten Records FR 1998/9, 2021 (die Werke der Band XII/2, sowie 39 Klavierwerke aus dem Kitzler-Studienbuch)
- Christoph Eggner, Anton Bruckner - Klavierstücke aus dem-Studienbuch - CD Gramola 99282, 2023 (24 Klavierwerke aus dem Kitzler-Studienbuch auf einem restaurierten Bösendorfer-Hammerflügel, der Bruckner gehört hatte.)
- Mari Kodama Bruckner Piano Works – SACD PENTATONE PTC 5187 224, 2024  (Klavierwerke der Band XII/2 und Band XII/3, sowie 10 Klavierwerke aus dem Kitzler-Studienbuch)